# Karl Radlbeck
Karl Radlbeck (* 11. November 1927; † im Oktober 2003) war ein deutscher Architekt und Baubeamter, der als Hochbaudezernent der Deutschen Bundesbahn arbeitete.

## Leben
Im Anschluss an seine Schulzeit absolvierte Radlbeck von 1948 bis 1952 ein Studium der Architektur an der Technischen Hochschule München. Im Jahr 1953 trat er in den Dienst der Deutschen Bundesbahn und begann eine Referendarausbildung für die höhere Beamten-Laufbahn. Danach folgten kurze berufliche Stationen bei den Bundesbahn-Direktionen in München, Karlsruhe und Frankfurt, wo er seinen ersten realisierten Entwurf erarbeitete, das hochmoderne Empfangsgebäude des Bahnhofs Frankfurt Ost.
Im Herbst 1959 wurde er als Hilfs- und Hochbaudezernent zur Bundesbahndirektion Hamburg versetzt, bei der er die Planung der Hochbauten der Vogelfluglinie übernahm und den Bahnhof Puttgarden in einer zeitlosen, kubischen Formensprache entwarf.
Mit einer erneuten Versetzung im Jahr 1970 wandte er sich vom Bauen ab und leitete bis zu seiner Pensionierung 1992 im Design Center des Bundesbahn-Zentralamtes München das Dezernat für grafische Gestaltungsfragen. 1981 promovierte er mit einer Arbeit über das Verhältnis von Empfangsgebäude und Bahnhofsanlage.

## Schriften
- Bahnhof und Empfangsgebäude. Die Entwicklung vom Haus zum Verkehrswegekreuz. Dissertation, Technische Universität München, Fakultät für Architektur, 1981. (DNB 820961825)
- Der Bahnhof und sein Haus. In: Jahrbuch für Eisenbahngeschichte, Band 27. Lübbecke 1995, ISBN 3-928959-07-7, S. 15–74.